# Myrskylä
Myrskylä (phát âm: /ˈmyrskylæ/ trong tiếng Phần Lan; tiếng Thụy Điển: Mörskom) là một đô thị của Phần Lan.
Đô thị này tọa lạc tại tỉnh Nam Phần Lan trong vùng Đông Uusimaa. Đô thị này có dân số 2.036 (ngày 31 tháng 12 năm 2004)với diện tích là 206,38 km² trong đó có 5,76 km² là diện tích mặt nước. Mật độ dân số là 10,15 người trên mỗi km².
Đây là đô thị sử dụng 2 ngôn ngữ, đa số dân dùng tiếng Phần Lan và thiểu số dùng tiếng Thụy Điển tại Phần Lan.
Myrskylä là nơi sinh của Lasse Virén.